# Macrocentrus sulphureus
Macrocentrus sulphureus är en stekelart som beskrevs av Szepligeti 1914. Macrocentrus sulphureus ingår i släktet Macrocentrus och familjen bracksteklar. Inga underarter finns listade i Catalogue of Life.